# Rilevamento polare

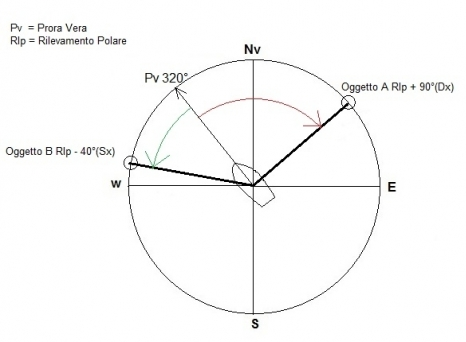
Rilevamento polare

Il rilevamento polare è un angolo usato nella navigazione aerea e marittima.
Il rilevamento polare è definito come l'angolo formato tra la prua dell'aeromobile e la congiungente aeromobile-oggetto. 

Si misura da 0° a 180° dalla prua verso sinistra o verso dritta (destra). Nel primo caso il valore dell'angolo sarà preceduto dal segno - , mentre nel caso di misura a dritta sarà considerato positivo. Lo strumento usato per fare i rilevamenti è il grafometro .
Si può definire con la seguente formula algebrica: RILp = RILv - Pv
Nella quale Rilv indica il Rilevamento vero, quello rispetto al nord vero (geografico), e Pv è la Prua vera, l'angolo formato dalla prua con il nord vero (geografico).
Dato che RILv viene spesso espresso semi-circolarmente rispetto a Pv, se il risultato del calcolo è maggiore di 180° si sottrae: 360°-180° ed il risultato sarà di segno negativo.